# (37539) 1981 EY4
1981 EY4 (asteroide 37539) é um asteroide da cintura principal. Possui uma excentricidade de 0.11029870 e uma inclinação de 9.19172º.
Este asteroide foi descoberto no dia 2 de março de 1981 por Schelte J. Bus em Siding Spring.